# Youcef Atal
Youcef Atal (Boghni, 17 mei 1996) is een Algerijns voetballer die doorgaans speelt als rechtsback. In september 2024 verruilde hij Adana Demirspor voor Al-Saddl. Atal maakte in 2017 zijn debuut in het Algerijns voetbalelftal.

## Clubcarrière
Atal speelde in de jeugd van vier Algerijnse clubs, namelijk Belouizdad, Kabylie, Alger, opnieuw Kabylie, en Paradou. Bij die laatste club brak hij ook door. Twee seizoenen achtereen speelde hij vierentwintig competitiewedstrijden. De vleugelverdediger werd in augustus 2017 voor één seizoen verhuurd aan KV Kortrijk. De Algerijn speelde tien competitieduels voor Kortrijk, dat hem aan het einde van het seizoen voor een half miljoen euro overnam. Nog voor de start van het seizoen 2018/19 verkaste hij weer; OGC Nice nam hem voor circa drie miljoen euro over.
Nice schorste Atal voor onbepaalde tijd en de Franse voetbalcompetitie schorste hem voor zeven wedstrijden, naar aanleiding van een video die hij op Instagram had geplaatst en die antisemitisch van aard zou zijn. Atal bood voor de video meerdere keren zijn verontschuldigingen aan maar werd niettemin in januari 2024 door een Franse rechtbank veroordeeld tot acht maanden voorwaardelijke gevangenisstraf en een boete van 45.000 euro wegens 'aanzetten tot haat'. Hierop vertrok Atal uit Frankrijk en in Turkije was hij wel welkom. Hier tekende hij een contract tot het einde van het seizoen  bij Adana Demirspor. Al-Sadd nam hem in september van datzelfde jaar transfervrij over.

## Clubstatistieken
| Seizoen | Club            | Competitie         | Competitie | Competitie | Beker | Beker | Internationaal | Internationaal | Totaal | Totaal |
| Seizoen | Club            | Competitie         | Wed.       | Dlp.       | Wed.  | Dlp.  | Wed.           | Dlp.           | Wed.   | Dlp.   |
| ------- | --------------- | ------------------ | ---------- | ---------- | ----- | ----- | -------------- | -------------- | ------ | ------ |
| 2015/16 | Paradou         | National 1         | 24         | 3          | 3     | 0     | —              | —              | 27     | 3      |
| 2016/17 | Paradou         | National 1         | 24         | 3          | 1     | 0     | —              | —              | 25     | 3      |
| 2017/18 | → KV Kortrijk   | Eerste klasse A    | 10         | 0          | 0     | 0     | —              | —              | 10     | 0      |
| 2018/19 | OGC Nice        | Ligue 1            | 29         | 6          | 1     | 0     | —              | —              | 30     | 6      |
| 2019/20 | OGC Nice        | Ligue 1            | 13         | 1          | 1     | 0     | —              | —              | 14     | 1      |
| 2020/21 | OGC Nice        | Ligue 1            | 18         | 1          | 0     | 0     | 4              | 0              | 22     | 1      |
| 2021/22 | OGC Nice        | Ligue 1            | 17         | 2          | 1     | 0     | —              | —              | 18     | 2      |
| 2022/23 | OGC Nice        | Ligue 1            | 18         | 1          | 0     | 0     | 7              | 0              | 25     | 1      |
| 2023/24 | OGC Nice        | Ligue 1            | 6          | 1          | 0     | 0     | —              | —              | 6      | 1      |
| 2023/24 | Adana Demirspor | Süper Lig          | 11         | 1          | 0     | 0     | —              | —              | 11     | 1      |
| 2024/25 | Al-Sadd         | Qatar Stars League | 0          | 0          | 0     | 0     | 0              | 0              | 0      | 0      |
| Totaal  | Totaal          | Totaal             | 170        | 19         | 7     | 0     | 11             | 0              | 188    | 19     |

Bijgewerkt op 17 september 2024.

## Interlandcarrière
Atal maakte op 6 juni 2017 zijn debuut in het Algerijns voetbalelftal toen in een oefeninterland met 2–1 gewonnen werd van Guinee. Sofiane Hanni en El Arbi Hillel Soudani scoorden namens Algerije. De tegentreffer kwam van Aboubakar Camara. Atal mocht van bondscoach Lucas Alcaraz in de basis starten hij speelde het gehele duel mee. De andere debutant dit duel was Idriss Saadi (KV Kortrijk). Atal maakte twee jaar na zijn interlanddebuut deel uit van de Algerijnse ploeg die het Afrikaans kampioenschap 2019 won.
| Interlands van Youcef Atal voor Algerije | Interlands van Youcef Atal voor Algerije | Interlands van Youcef Atal voor Algerije | Interlands van Youcef Atal voor Algerije | Interlands van Youcef Atal voor Algerije | Interlands van Youcef Atal voor Algerije |
| №                                        | Datum                                    | Wedstrijd                                | Uitslag                                  | Competitie                               | Goals                                    |
| Als speler bij Paradou                   | Als speler bij Paradou                   | Als speler bij Paradou                   | Als speler bij Paradou                   | Als speler bij Paradou                   | Als speler bij Paradou                   |
| ---------------------------------------- | ---------------------------------------- | ---------------------------------------- | ---------------------------------------- | ---------------------------------------- | ---------------------------------------- |
| 1                                        | 6 juni 2017                              | Algerije – Guinee                        | 2 – 1                                    | Vriendschappelijk                        |                                          |
| 2                                        | 11 juni 2017                             | Algerije – Togo                          | 1 – 0                                    | AK 2019 kwalificatie                     |                                          |
| Als speler bij KV Kortrijk               |                                          |                                          |                                          |                                          |                                          |
| 3                                        | 2 september 2017                         | Zambia – Algerije                        | 3 – 1                                    | WK 2018 kwalificatie                     |                                          |
| 4                                        | 5 september 2017                         | Algerije – Zambia                        | 0 – 1                                    | WK 2018 kwalificatie                     |                                          |
| Als speler bij OGC Nice                  |                                          |                                          |                                          |                                          |                                          |
| 5                                        | 12 oktober 2018                          | Algerije – Benin                         | 2 – 0                                    | AK 2019 kwalificatie                     |                                          |
| 6                                        | 17 november 2018                         | Togo – Algerije                          | 1 – 4                                    | AK 2019 kwalificatie                     | 28'                                      |
| 7                                        | 26 maart 2019                            | Algerije – Tunesië                       | 1 – 0                                    | Vriendschappelijk                        |                                          |
| 8                                        | 11 juni 2019                             | Algerije – Burundi                       | 1 – 1                                    | Vriendschappelijk                        |                                          |
| 9                                        | 16 juni 2019                             | Algerije – Mali                          | 3 – 2                                    | Vriendschappelijk                        |                                          |
| 10                                       | 23 juni 2019                             | Algerije – Kenia                         | 2 – 0                                    | AK 2019                                  |                                          |
| 11                                       | 27 juni 2019                             | Senegal – Algerije                       | 0 – 1                                    | AK 2019                                  |                                          |
| 12                                       | 7 juli 2019                              | Algerije – Guinee                        | 3 – 0                                    | AK 2019                                  |                                          |
| 13                                       | 11 juli 2019                             | Ivoorkust – Algerije                     | 1 – 1 (3 – 4 n.s.)                       | AK 2019                                  |                                          |
| 14                                       | 9 september 2019                         | Algerije – Benin                         | 1 – 0                                    | Vriendschappelijk                        |                                          |
| 15                                       | 10 oktober 2019                          | Algerije – Congo-Kinshasa                | 1 – 1                                    | Vriendschappelijk                        |                                          |
| 16                                       | 15 oktober 2019                          | Algerije – Colombia                      | 3 – 0                                    | Vriendschappelijk                        |                                          |
| 17                                       | 14 november 2019                         | Algerije – Zambia                        | 5 – 0                                    | AK 2021 kwalificatie                     |                                          |
| 18                                       | 18 november 2019                         | Botswana – Algerije                      | 0 – 1                                    | AK 2021 kwalificatie                     |                                          |
| 19                                       | 11 juni 2021                             | Tunesië – Algerije                       | 0 – 2                                    | Vriendschappelijk                        |                                          |
| 20                                       | 3 juni 2021                              | Algerije – Mauritanië                    | 4 – 1                                    | Vriendschappelijk                        |                                          |
| 21                                       | 8 oktober 2021                           | Algerije – Niger                         | 6 – 1                                    | WK 2022 kwalificatie                     |                                          |
| 22                                       | 12 oktober 2021                          | Niger – Algerije                         | 0 – 4                                    | WK 2022 kwalificatie                     |                                          |
| 23                                       | 5 januari 2022                           | Algerije – Ghana                         | 3 – 0                                    | Vriendschappelijk                        |                                          |
| 24                                       | 11 januari 2022                          | Algerije – Sierra Leone                  | 0 – 0                                    | AK 2021                                  |                                          |
| 25                                       | 16 januari 2022                          | Algerije – Equatoriaal-Guinea            | 0 – 1                                    | AK 2021                                  |                                          |
| 26                                       | 20 januari 2022                          | Ivoorkust – Algerije                     | 3 – 1                                    | AK 2021                                  |                                          |
| 27                                       | 29 maart 2022                            | Algerije – Kameroen                      | 1 – 2 n.v.                               | WK 2022 kwalificatie                     |                                          |
| 28                                       | 27 september 2022                        | Algerije – Nigeria                       | 2 – 1                                    | Vriendschappelijk                        | 61'                                      |
| 29                                       | 19 november 2022                         | Zweden – Algerije                        | 2 – 0                                    | Vriendschappelijk                        |                                          |
| 30                                       | 12 september 2023                        | Senegal – Algerije                       | 0 – 1                                    | Vriendschappelijk                        |                                          |
| 31                                       | 12 oktober 2023                          | Algerije – Kaapverdië                    | 5 – 1                                    | Vriendschappelijk                        |                                          |
| 32                                       | 16 oktober 2023                          | Egypte – Algerije                        | 1 – 1                                    | Vriendschappelijk                        |                                          |
| 33                                       | 16 november 2023                         | Algerije – Somalië                       | 3 – 1                                    | WK 2026 kwalificatie                     |                                          |
| 34                                       | 19 november 2023                         | Mozambique – Algerije                    | 0 – 2                                    | WK 2026 kwalificatie                     |                                          |
| 35                                       | 5 januari 2024                           | Togo – Algerije                          | 0 – 3                                    | Vriendschappelijk                        |                                          |
| 36                                       | 9 januari 2024                           | Burkina Faso – Algerije                  | 0 – 4                                    | Vriendschappelijk                        |                                          |
| 37                                       | 15 januari 2024                          | Algerije – Angola                        | 1 – 1                                    | AK 2023                                  |                                          |
| 38                                       | 20 januari 2024                          | Algerije – Burkina Faso                  | 2 – 2                                    | AK 2023                                  |                                          |
| 39                                       | 23 januari 2024                          | Montenegro – Algerije                    | 1 – 0                                    | AK 2023                                  |                                          |
| Als speler bij Adana Demirspor           |                                          |                                          |                                          |                                          |                                          |
| 40                                       | 22 maart 2024                            | Algerije – Bolivia                       | 3 – 2                                    | Vriendschappelijk                        |                                          |
| 41                                       | 6 juni 2024                              | Algerije – Guinee                        | 1 – 2                                    | WK 2026 kwalificatie                     |                                          |
| 42                                       | 10 juni 2024                             | Oeganda – Algerije                       | 1 – 2                                    | WK 2026 kwalificatie                     |                                          |
| Als speler zonder club                   |                                          |                                          |                                          |                                          |                                          |
| 43                                       | 5 september 2024                         | Algerije – Equatoriaal-Guinea            | 2 – 0                                    | AK 2025 kwalificatie                     |                                          |
| Als speler bij Al-Sadd                   |                                          |                                          |                                          |                                          |                                          |
| 44                                       | 10 september 2024                        | Libanon – Algerije                       | 0 – 3                                    | AK 2025 kwalificatie                     |                                          |

Bijgewerkt op 17 september 2024.

## Erelijst
| Afrikaans kampioenschap | 1 | 2019 |